# Viborg (amt)
Pour les articles homonymes, voir Viborg (homonymie).
L'amt de Viborg était avant 2007 un des amter du Danemark (département).

## Géographie
L'amt de Viborg était situé sur la côte nord ouest du Jutland. Il est désormais réparti entre les régions du Jutland du Nord et du Jutland central.

## Organisation
L'amt de viborg a été créé en 1970 par la fusion des anciens amter de Thisted et de Viborg.

## Liste des municipalités
L'amt de Viborg était composé des municipalités suivantes :
| - Bjerringbro - Fjends - Hanstholm - Hvorslev - Karup - Kjellerup - Morsø - Møldrup - Sallingsund | - Skive - Spøttrup - Sundsøre - Sydthy - Thisted - Tjele - Viborg - Aalestrup |